# Liste der Biografien/Jas
Liste der Biografien |
Portal Biografien |
Personensuche
# |
A |
B |
C |
D |
E |
F |
G |
H |
I |
J |
K |
L |
M |
N |
O |
P |
Q |
R |
S |
T |
U |
V |
W |
X |
Y |
Z |
?
 
Ja |
Jb |
Jd |
Je |
Jh |
Ji |
Jj |
Jl |
Jn |
Jm |
Jo |
Jp |
Jr |
Js |
Jt |
Ju |
Jv |
Jw |
Jy
 
Jaa |
Jab |
Jac |
Jad |
Jae |
Jaf |
Jag |
Jah |
Jai |
Jaj |
Jak |
Jal |
Jam |
Jan |
Jao |
Jap |
Jaq |
Jar |
Jas |
Jat |
Jau |
Jav |
Jaw |
Jax |
Jay |
Jaz

## Jas
Die Liste der Biografien führt alle Personen auf, die in der deutschsprachigen Wikipedia einen Artikel haben. Dieses ist eine Teilliste mit 332 Einträgen von Personen, deren Namen mit den Buchstaben „Jas“ beginnt.
- Jas (* 2004), deutscher Popsänger
- Jas, Mona (* 1963), deutsche Künstlerin

### Jasa
- Jasaitis, Julius (* 1955), litauischer Jurist
- Jasaitis, Simas (* 1982), litauischer Basketballspieler
- Jasanoff, Jay (* 1942), US-amerikanischer Sprachwissenschaftler und Indogermanist
- Jasanoff, Sheila (* 1944), US-amerikanische Wissenschaftshistorikerin, Soziologin, Juristin und Linguistin
- Jašarević, Ešref (* 1951), jugoslawischer Fußballspieler
- Jašarević, Murat (* 1969), bosnischer Fußballspieler
- Jasay, Anthony de (1925–2019), liberaler Philosoph und Ökonom

### Jasb
- Jasbar, Helmut (* 1962), österreichischer Gitarrist, Komponist, Autor und Radiomacher
- Jasberg, Jennifer (* 1983), deutsche Politikerin (Bündnis 90/Die Grünen), MdHB

### Jasc
- Jasch, Beate (* 1959), deutsche Schwimmerin
- Jasch, Christine (* 1960), österreichische Wissenschaftlerin, Umweltgutachterin und Buchautorin
- Jasch, Lennart (* 2000), deutscher Radrennfahrer
- Jascha, Johann (* 1942), österreichischer Maler, Zeichner, Medailleur und Bildhauer
- Jascha, Oskar (1881–1948), österreichischer Komponist und Kapellmeister
- Jaschan, Sven (* 1986), deutscher Informatiker, Autor der Computerwürmer Netsky und Sasser
- Jasche, Christoph Friedrich (1780–1871), deutscher Naturforscher
- Jäsche, Gottlob Benjamin (1762–1842), deutsch-baltischer Philosoph
- Jasche, Valerius (1624–1684), deutscher evangelischer Geistlicher und Schulmann
- Jaschek, Walter (1912–1980), österreichischer Astronom und Leiter der Kuffner-Sternwarte in Wien
- Jaschek, Willi (* 1940), deutscher Kunstturner
- Jascheroff, Constantin von (* 1986), deutscher Schauspieler und Synchronsprecher
- Jascheroff, Felix von (* 1982), deutscher Schauspieler und SängerFelix von Jascheroff (* 1982)

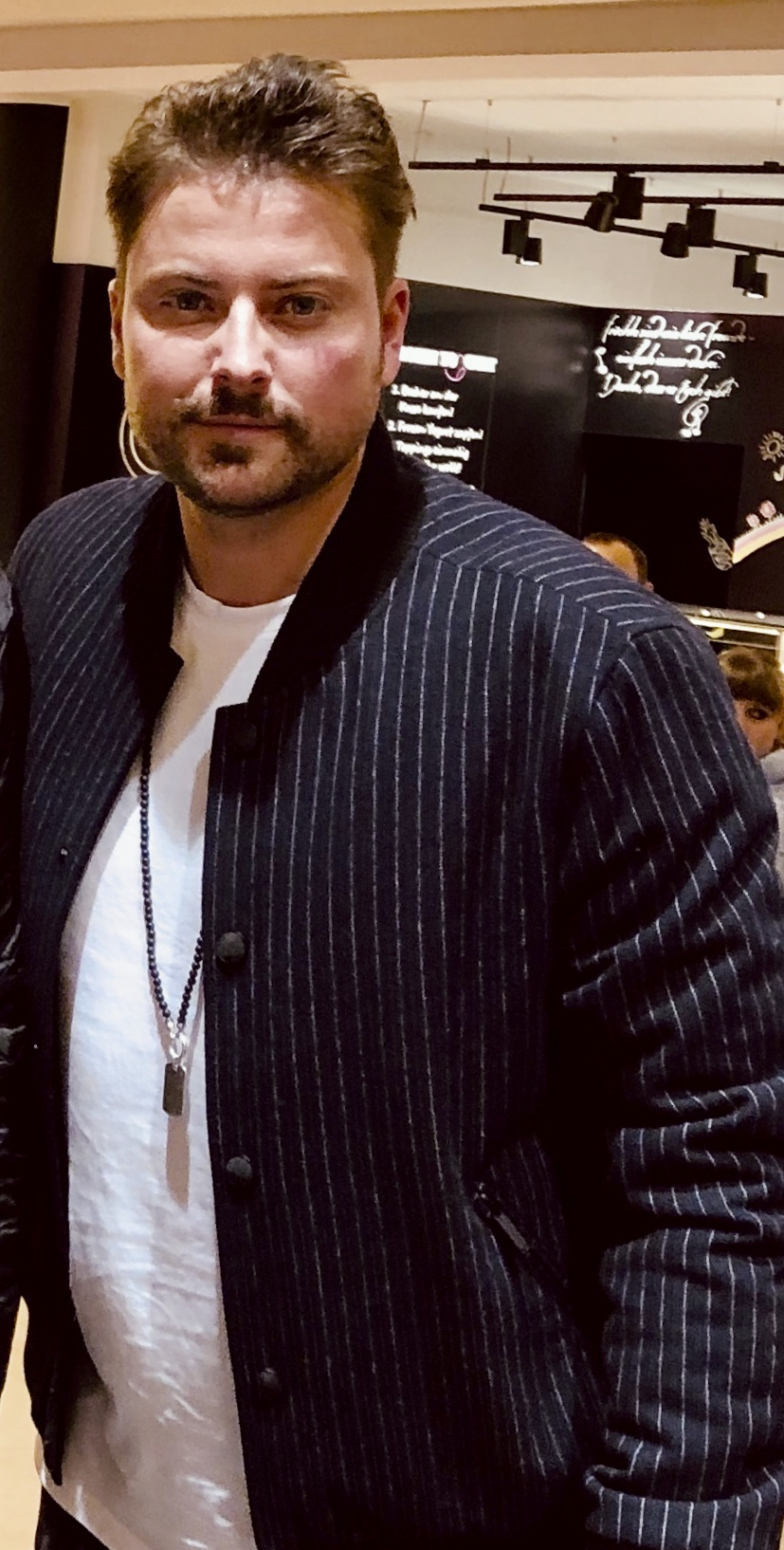
Felix von Jascheroff (* 1982)

- Jascheroff, Juana-Maria von (* 1961), deutsche Schauspielerin und Synchronsprecherin
- Jascheroff, Mario von (* 1959), deutscher Schauspieler und Synchronsprecher
- Jaschewski, Aleksandr (* 1974), belarussischer Geistlicher, römisch-katholischer Weihbischof in Minsk-Mahiljou
- Jaschik, Alexander (* 1979), deutscher Schauspieler
- Jaschik, Werner (* 1945), deutscher Fußballspieler und -trainer
- Jaschin, Alexei Walerjewitsch (* 1973), russischer Eishockeyspieler
- Jaschin, Ilja Walerjewitsch (* 1983), russischer Politiker (Solidarnost)
- Jaschin, Lew Iwanowitsch (1929–1990), sowjetischer FußballtorhüterLew Iwanowitsch Jaschin (1929–1990)

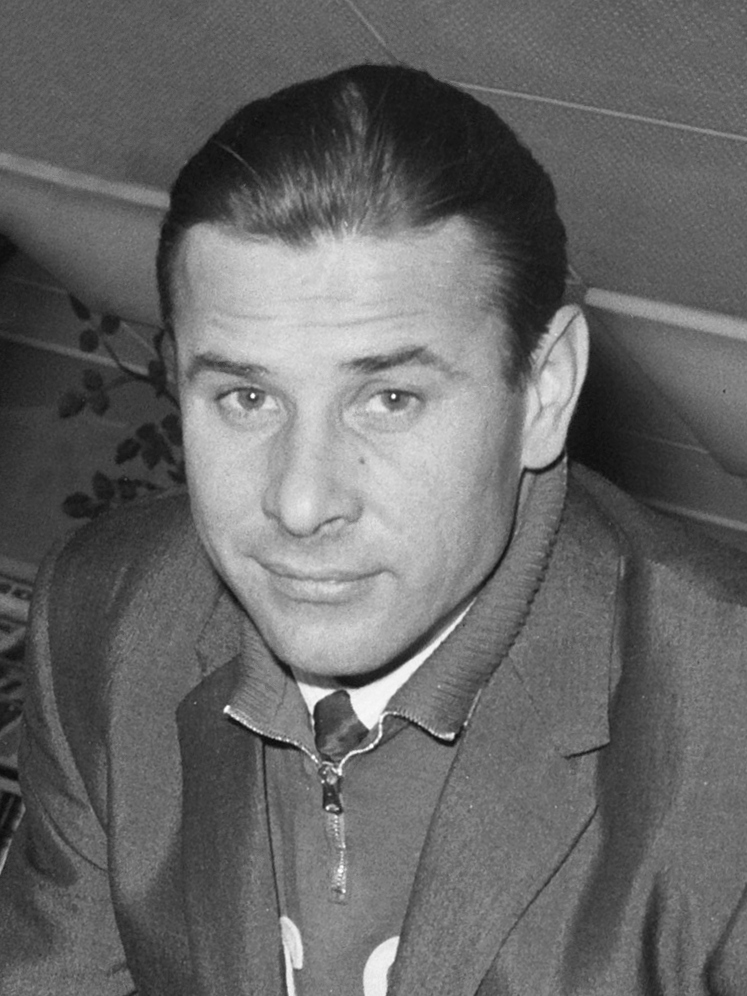
Lew Iwanowitsch Jaschin (1929–1990)

- Jaschin, Sergei Anatoljewitsch (1962–2022), sowjetischer bzw. russischer Eishockeyspieler
- Jaschina, Jekaterina Igorewna (* 1987), russische Bogenbiathletin
- Jaschina, Jekaterina Jurjewna (* 1993), russische Tennisspielerin
- Jaschina, Olga (* 1986), russische Skilangläuferin
- Jaschinski, Adalbert (1905–1989), deutscher Maler und Grafiker
- Jaschinski, Andreas (1954–2005), deutscher Musikwissenschaftler
- Jaschinski, Christian (* 1965), deutscher Autor und Musiker
- Jaschinski, Christian (* 1967), deutscher Politiker (CDU)
- Jaschinski, Eckhard (* 1952), deutscher Ordenspriester und Theologe
- Jaschinski, Georg Christoph von, preußischer Oberst
- Jaschinski, Siegfried (* 1954), deutscher Bankmanager, ehemaliger Vorstandsvorsitzender Landesbank Baden-Württemberg
- Jäschke, Andres (* 1962), deutscher Chemiker und Hochschullehrer an der Universität Heidelberg
- Jaschke, Arthur (1902–1992), deutscher Schauspieler
- Jaschke, Bruno (* 1958), österreichischer Schriftsteller und Journalist
- Jaschke, Clara († 1912), deutsche Eisenbahnerin und Feministin
- Jaschke, Erich (1890–1961), deutscher General der InfanterieErich Jaschke (1890–1961)

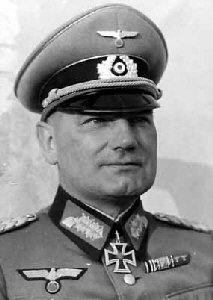
Erich Jaschke (1890–1961)

- Jäschke, Ernst (1911–2006), deutscher evangelisch-lutherischer Geistlicher, Theologe, Autor und Missionar
- Jaschke, Franz (1775–1842), schlesisch-österreichischer Landschaftsmaler
- Jaschke, Franz (1862–1910), österreichischer Maler
- Jaschke, Gerhard (1949–2025), österreichischer Autor
- Jäschke, Gotthard (1894–1983), deutscher Orientalist und Turkologe
- Jaschke, Günter (1921–1985), deutscher Gewerkschafter und Politiker (SPD), MdB
- Jaschke, Hans-Gerd (* 1952), deutscher Politikwissenschaftler
- Jaschke, Hans-Jochen (1941–2023), deutscher Geistlicher, römisch-katholischer Theologe und Weihbischof im Erzbistum Hamburg
- Jäschke, Heinrich August (1817–1883), deutscher Missionar, Sprachforscher und Orientalist
- Jäschke, Helmut (* 1950), deutscher Fußballtrainer
- Jaschke, Horst (1931–1968), deutscher Fußballspieler
- Jaschke, Julia (* 1970), deutsche Schauspielerin
- Jäschke, Kurt-Ulrich (1938–2024), deutscher Historiker
- Jäschke, Martina (* 1960), deutsche Wasserspringerin
- Jaschke, Paul (1966–2019), deutscher Fußballspieler
- Jaschke, Peter (* 1952), deutscher Handballspieler
- Jäschke, Petra (* 1960), deutsche Politikerin (SPD)
- Jaschke, Rudolf von (1881–1963), deutscher Gynäkologe und Geburtshelfer
- Jaschke, Siegfried (* 1939), deutscher Politiker (CDU), MdL
- Jäschke, Thomas (* 1968), deutscher Medizin-Informatiker und Professor für Wirtschaftsinformatik
- Jäschke, Uwe Ulrich (* 1955), deutscher Geograph und Kartograph
- Jäschke, Walter (* 1926), deutscher Fußballtorwart
- Jaschkina, Jelena Nikolajewna (* 1983), russische Biathletin
- Jaschob, Jens (* 1968), deutscher Fußballspieler
- Jaschtschenko, Taras (1964–2017), ukrainischer Pianist und Komponist
- Jaschtschenko, Tetjana (* 2001), ukrainische Radsportlerin
- Jaschtschenko, Wladimir (1959–1999), sowjetischer Leichtathlet
- Jaschurkajew, Sultan (* 1942), tschetschenischer Schriftsteller

### Jase
- Jasečko, Stanislav (* 1972), slowakischer Eishockeyspieler
- Jaseková, Tatiana (* 1988), slowakische Radrennfahrerin
- Jasem Mubarak, Waleed al- (1959–2025), kuwaitischer Fußballspieler
- Jasenčáková, Mária (* 1957), slowakische Rennrodeln
- Jaser, Christian (* 1975), deutscher Historiker
- Jaser, Franziska (* 1996), deutsche Fußballspielerin
- Jaser, Nazir (* 1989), syrischer Radrennfahrer
- Jasevičius, Rolandas (* 1982), litauischer Boxer
- Jasevoli, Antonio (* 1963), italienischer Jazzgitarrist

### Jash
- Jashanica, Bajram (* 1990), kosovarischer Fußballspieler
- Jashari, Adem (1955–1998), jugoslawisch-kosovarischer Mitbegründer der paramilitärischen Organisation UÇKAdem Jashari (1955–1998)

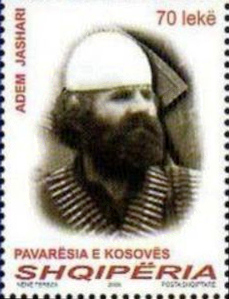
Adem Jashari (1955–1998)

- Jashari, Ardon (* 2002), Schweizer Fussballspieler
- Jashari, Hamëz (1950–1998), kosovarischer Kämpfer
- Jashari, Kaqusha (1946–2025), jugoslawische und kosovarische Politikerin
- Jashemski, Wilhelmina F. (1910–2007), US-amerikanische Klassische Archäologin
- Jashi, Salomé (* 1981), georgische Dokumentarfilmerin
- Jashima, Nobuko, japanische Fußballspielerin
- Jashni, Jon, US-amerikanischer Filmproduzent

### Jasi
- Jasic, Adis (* 2003), österreichischer Fußballspieler
- Jašić, Zoran (* 1939), kroatischer Wirtschaftswissenschaftler, Politiker und Diplomat
- Jasiczek, Michał (* 1994), polnischer Skirennläufer
- Jasidschi, Bulos (* 1959), griechisch-orthodoxer Erzbischof von Aleppo in Syrien
- Jasienica, Paweł (1909–1970), polnischer Schriftsteller
- Jasieński, Bruno (1901–1938), polnischer Dichter
- Jasieński, Feliks (1861–1929), polnischer Kunstkritiker
- Jasiewicz, Krzysztof (* 1949), polnisch-US-amerikanischer Soziologe und Hochschullehrer
- Jasiewicz, Krzysztof (* 1952), polnischer Historiker und Politologe
- Jasik, Mateo (* 1978), deutscher Sänger, Songwriter und ProduzentMateo Jasik (* 1978)

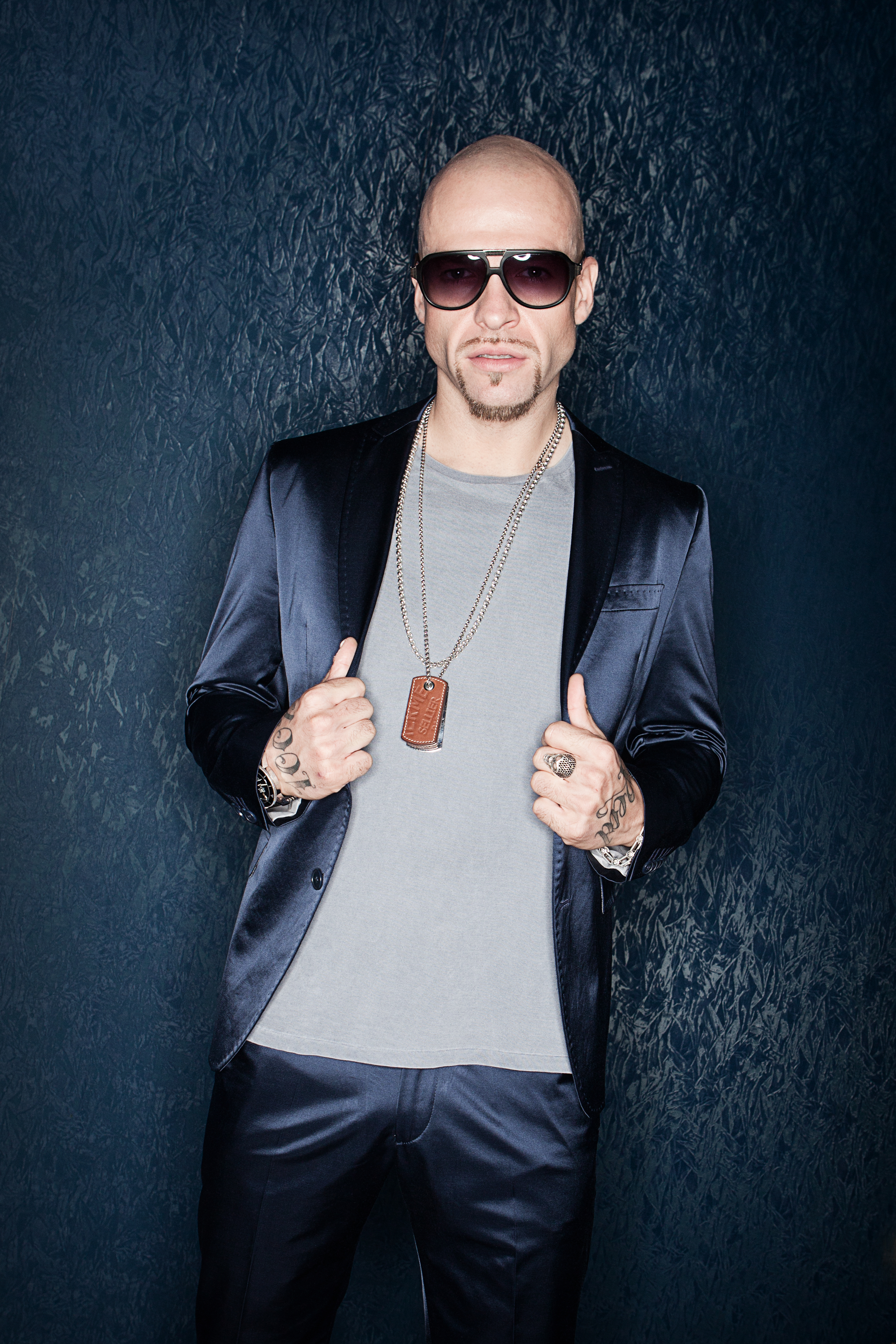
Mateo Jasik (* 1978)

- Jasika, Omar (* 1997), australischer Tennisspieler
- Jasikevičius, Šarūnas (* 1976), litauischer Basketballspieler und -trainerŠarūnas Jasikevičius (* 1976)

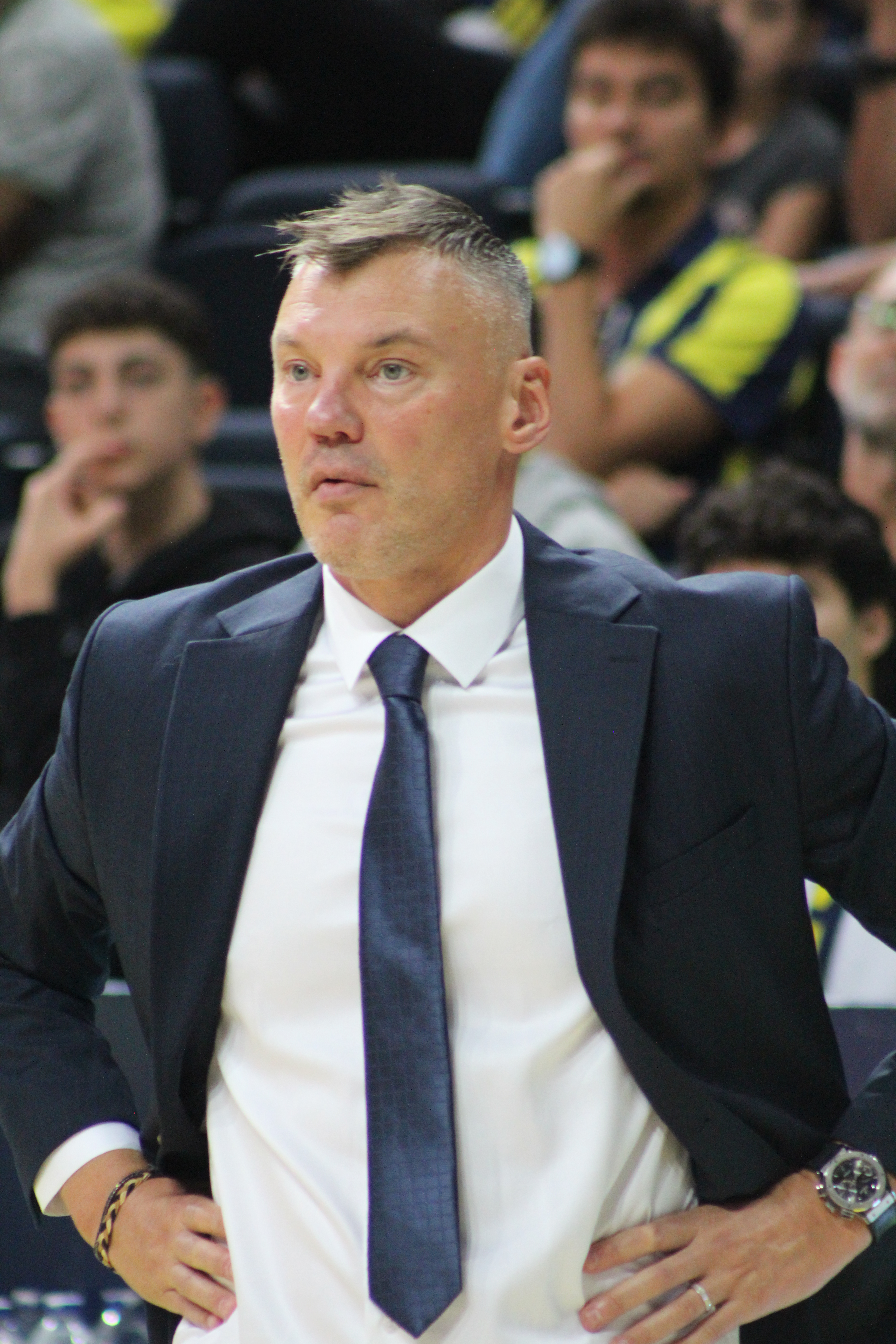
Šarūnas Jasikevičius (* 1976)

- Jasim, Ali (* 2004), irakischer Fußballspieler
- Jasim, Dastan, deutsche Politikwissenschaftlerin, Konfliktforscherin und Aktivistin
- Jasim, Iman Essa (* 1997), bahrainische Sprinterin nigerianischer Herkunft
- Jasim, Kareema Saleh (* 1988), bahrainische Langstreckenläuferin kenianischer Herkunft
- Jasim, Noora Salem (* 1996), bahrainische Leichtathletin
- Jasimuddin (1903–1976), bengalischer Dichter
- Jasin, Maria (* 1956), US-amerikanische Molekularbiologin
- Jasinavičius, Rimvydas (* 1943), litauischer Ingenieur und Ökonom
- Jasinevičius, Jaunius (* 1996), litauischer Eishockeyspieler
- Jasińska, Edyta (* 1986), polnische Radsportlerin
- Jasińska, Małgorzata (* 1984), polnische Radrennfahrerin
- Jasinskas, Gintaras (1968–2024), litauischer Biathlet
- Jasiński, Andrzej (* 1936), polnischer Pianist
- Jasinski, Daniel (* 1989), deutscher Diskuswerfer
- Jasiński, Feliks (1856–1899), polnischer Bauingenieur
- Jasinski, Julian (* 1996), deutscher Basketballspieler
- Jasiński, Kazimierz (1946–2012), polnischer Radrennfahrer
- Jasiński, Marek (1949–2010), polnischer Komponist und Hochschullehrer
- Jasiński, Tomasz (1916–1998), polnischer Eishockeyspieler
- Jasiński, Włodzimierz (1873–1965), Bischof von Łódź
- Jasiński, Wojciech (* 1948), polnischer Politiker, Mitglied des Sejm
- Jasinskis, Jievaras (* 1989), litauischer Jazzmusiker (Posaune, Komposition) und Bigband-Leader
- Jasiukiewicz, Zbigniew (1947–2005), polnischer Volleyballspieler und -trainer
- Jasiūnaitė, Liveta (* 1994), litauische Speerwerferin
- Jasiūnas, Valierius (1947–2021), litauischer Kinesiologe und Universitätsprofessor
- Jasiūnienė, Asta (* 1963), litauische Politikerin, Bürgermeisterin der Rajongemeinde Pakruojis

### Jask
- Jaskari, Aatos (1904–1962), finnischer Ringer
- Jaskari, Tauno (* 1934), finnischer Ringer
- Jäske, Miikka (* 1982), finnischer Eishockeyspieler
- Jaskelevičienė, Regina (* 1980), litauische Kunstpädagogin und Politikerin, Vize-Kultusministerin
- Jaskelevičius, Leonardas Kęstutis (* 1945), litauischer Politiker
- Jaskiewicz, Karsten (* 1990), deutscher Schauspieler
- Jaśkiewicz, Oskar (* 1996), polnischer Eishockeyspieler
- Jaškin, Alexej (* 1965), russisch-tschechischer Eishockeyspieler
- Jaškin, Dmitrij (* 1993), russisch-tschechischer Eishockeyspieler
- Jasko (* 1989), deutscher Rapper
- Jasko, Jelysaweta (* 1990), ukrainische Politikerin
- Jaskóła, Piotr (* 1952), polnischer römisch-katholischer Priester und Professor der Theologie an der Universität Opole
- Jaskolka, Adam (* 1979), deutscher Schauspieler, Sänger und RegisseurAdam Jaskolka (* 1979)

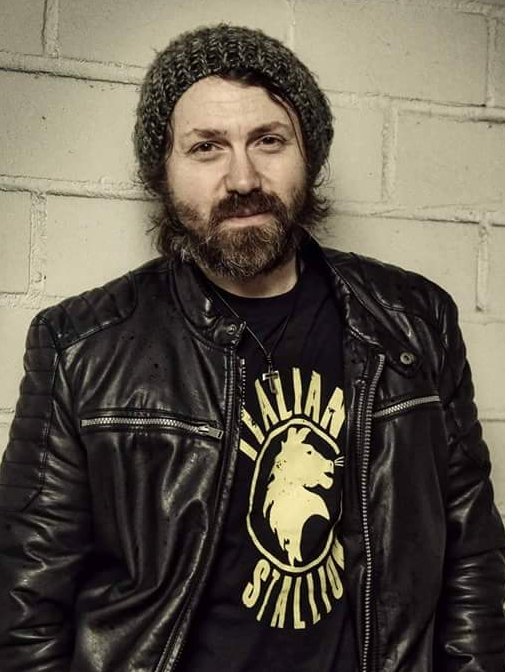
Adam Jaskolka (* 1979)

- Jaskolla, Else (1881–1957), deutsche Textilkünstlerin und Hochschullehrerin
- Jašková, Anika (* 2003), slowakische Tennisspielerin
- Jaškovská, Miroslava (* 1955), tschechoslowakische Skilangläuferin
- Jaskowiak, Detlef (* 1959), deutscher Fußballspieler
- Jaśkowiak, Jacek (* 1964), polnischer Politiker und Stadtpräsident von Posen
- Jaśkowiec, Sylwia (* 1986), polnische Skilangläuferin
- Jaśkowski, Stanisław (1906–1965), polnischer Logiker der Lemberg-Warschau-Schule
- Jaskuła, Henryk (1923–2020), polnischer Segler
- Jaskuła, Zenon (* 1962), polnischer Radrennfahrer
- Jaskułka, Stanisław (* 1958), polnischer Leichtathlet
- Jaskułke, Sławek (* 1979), polnischer Jazzmusiker (Piano, Komposition)
- Jaskulla, Gabriela (* 1962), deutsche Journalistin und Schriftstellerin
- Jaskułowski, Tytus (* 1976), polnischer Historiker
- Jaskulska, Marta (* 2000), polnische Radrennfahrerin
- Jaskulski, Erwin (1902–2006), österreichischer Leichtathlet
- Jaskulsky, Hans (1912–2007), deutscher Jurist und SS-Sturmbannführer
- Jaskulsky, Hans (* 1950), deutscher Dirigent und Musikforscher

### Jasl
- Jaslowezkyj, Oleksandr (* 1979), ukrainischer Geistlicher, römisch-katholischer Weihbischof in Kiew-Schytomyr
- Jaslyn, Jazzara (* 1991), südafrikanische Schauspielerin

### Jasm
- Jasmaḫ-Addu, König von Mari
- Jasmand-Großmann, Edith (1896–1985), deutsche Malerin und Grafikerin
- Jasmatzi, Georg Anton (1846–1922), griechisch-deutscher Tabakfabrikant
- Jasmin, Jacques (1798–1864), französischer Schriftsteller
- Jasmine (* 1976), finnische Sängerin und Gitarristin
- Jasmine (* 1989), japanische Sängerin des R&B
- Jasmine You (1979–2009), japanischer Bassist
- Jasmuheen (* 1957), australische EsoterikerinJasmuheen (* 1957)

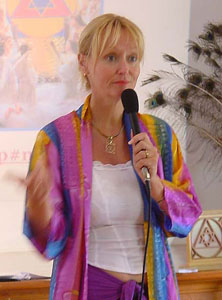
Jasmuheen (* 1957)

- Jasmund, August (1859–1911), deutscher Architekt und preußischer Baubeamter
- Jasmund, Carl von (1782–1847), preußischer Major, Kammerherr und Landrat
- Jasmund, Julius von (1827–1879), deutscher Historiker, Journalist und Diplomat
- Jasmund, Karl (1913–2003), deutscher Mineraloge
- Jasmund, Karl Andreas von (1685–1752), polnisch-sächsischer General von der Infanterie
- Jasmund, Ludwig Helmuth Heinrich von († 1825), mecklenburgischer Edelmann in Hessen-Kasseler und württembergischen Diensten
- Jasmund, Stenzel von († 1646), dänischer Vize-Admiral

### Jasn
- Jasnota, Zofia (* 1944), polnische Musikpädagogin und Komponistin
- Jasnow, Iwan Makarowitsch (1924–1946), sowjetischer Panzerkommandant
- Jasnow, Michail Alexejewitsch (1906–1991), sowjetischer Politiker, Minister- und Staatspräsident der RSFSR
- Jasny, Naum (1883–1967), russisch-amerikanischer Ökonom
- Jasný, Vojtěch (1925–2019), tschechischer Regisseur und Drehbuchautor

### Jaso
- Jason, antiker Glasproduzent in römischer Zeit
- Jason, Jerusalemer Hohepriester
- Jason, Person im Neuen Testament, Gastgeber des Paulus in Thessaloniki
- Jason von Kyrene, hellenistischer jüdischer Autor
- Jason von Nysa, stoischer Philosoph
- Jason von Pherai († 370 v. Chr.), thessalischer Herrscher
- Jason, Anju (* 1987), marshallischer Taekwondoin
- Jason, David (* 1940), englischer Schauspieler
- Jason, Harvey (* 1940), britischer Schauspieler und Synchronsprecher
- Jason, Heda (* 1932), israelische Folkloristikerin und Erzählforscherin
- Jason, Jean-Yves (* 1964), haitianischer Politiker
- Jason, Peter (1944–2025), US-amerikanischer SchauspielerPeter Jason (1944–2025)

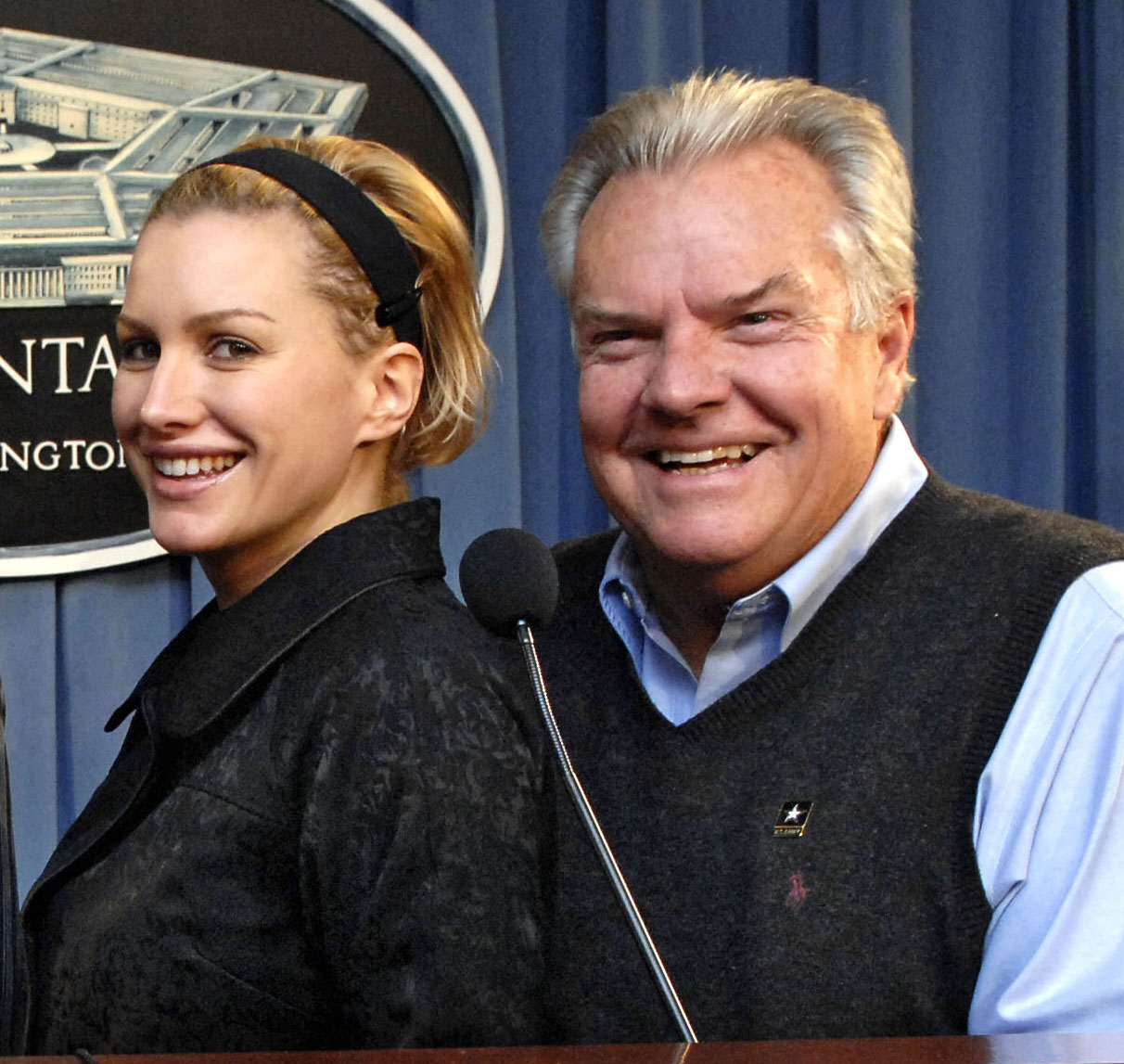
Peter Jason (1944–2025)

- Jason, Rick (1923–2000), US-amerikanischer Schauspieler
- Jason, Sybil (1927–2011), US-amerikanische Schauspielerin
- Jason, Tai (* 1979), deutsch-englischer Hip-Hop-Produzent
- Jasontek, Rebecca (* 1975), US-amerikanische Synchronschwimmerin
- Jášová, Julie (* 1987), tschechische Volleyballspielerin
- Jasow, Dmitri Timofejewitsch (1924–2020), sowjetischer Politiker, Verteidigungsminister der UdSSRDmitri Timofejewitsch Jasow (1924–2020)

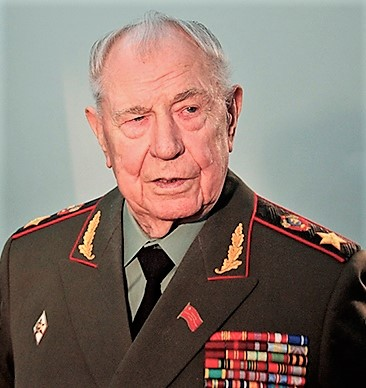
Dmitri Timofejewitsch Jasow (1924–2020)

### Jasp
- Jaspar, Bobby (1926–1963), belgischer Jazzmusiker
- Jaspar, Henri (1870–1939), belgischer Politiker und Premierminister
- Jaspar, Jules (1878–1963), belgischer Konsul und Kaufmann, Widerstandskämpfer im Zweiten Weltkrieg
- Jaspe, José (1906–1974), spanischer Schauspieler
- Jasper, Bernhard (* 1972), deutscher Kameramann
- Jasper, Burkhard (* 1954), deutscher Politiker (CDU), MdL
- Jasper, Christian (* 1967), deutscher Installationskünstler
- Jasper, Christian (* 1985), deutscher Jurist und Theologe
- Jasper, Daniela (* 1971), deutsche Extrembergsteigerin
- Jasper, Detlev (* 1942), deutscher Mittelalterhistoriker
- Jasper, Dieter (* 1962), deutscher Unternehmer und Politiker (CDU), MdB
- Jasper, Dirk (1947–2011), deutscher Publizist, Sachbuchautor und Multimedia-Produzent
- Jasper, Gisberth (1865–1953), deutscher Vizeadmiral der Kaiserlichen Marine
- Jasper, Gotthard (1934–2024), deutscher Historiker und Politologe
- Jasper, Heinrich (1875–1945), deutscher sozialdemokratischer Politiker und mehrfach Ministerpräsident des Freistaates Braunschweig
- Jasper, Heinrich (* 1974), deutscher Molekularbiologe
- Jasper, Herbert (1906–1999), kanadischer Neurowissenschaftler
- Jasper, Hester (* 2001), niederländische Volleyballspielerin
- Jasper, Johann Wilhelm (1898–1934), Widerstandskämpfer gegen den Nationalsozialismus
- Jasper, Karl (* 1889), deutscher Sportfunktionär
- Jasper, Karsten (* 1952), deutscher Politiker (CDU), MdL
- Jasper, Lex (* 1949), niederländischer Jazzmusiker (Piano, Komposition, Arrangement)
- Jasper, Marrit (* 1996), niederländische Volleyballspielerin
- Jasper, Robert (* 1968), deutscher BergsteigerRobert Jasper (* 1968)

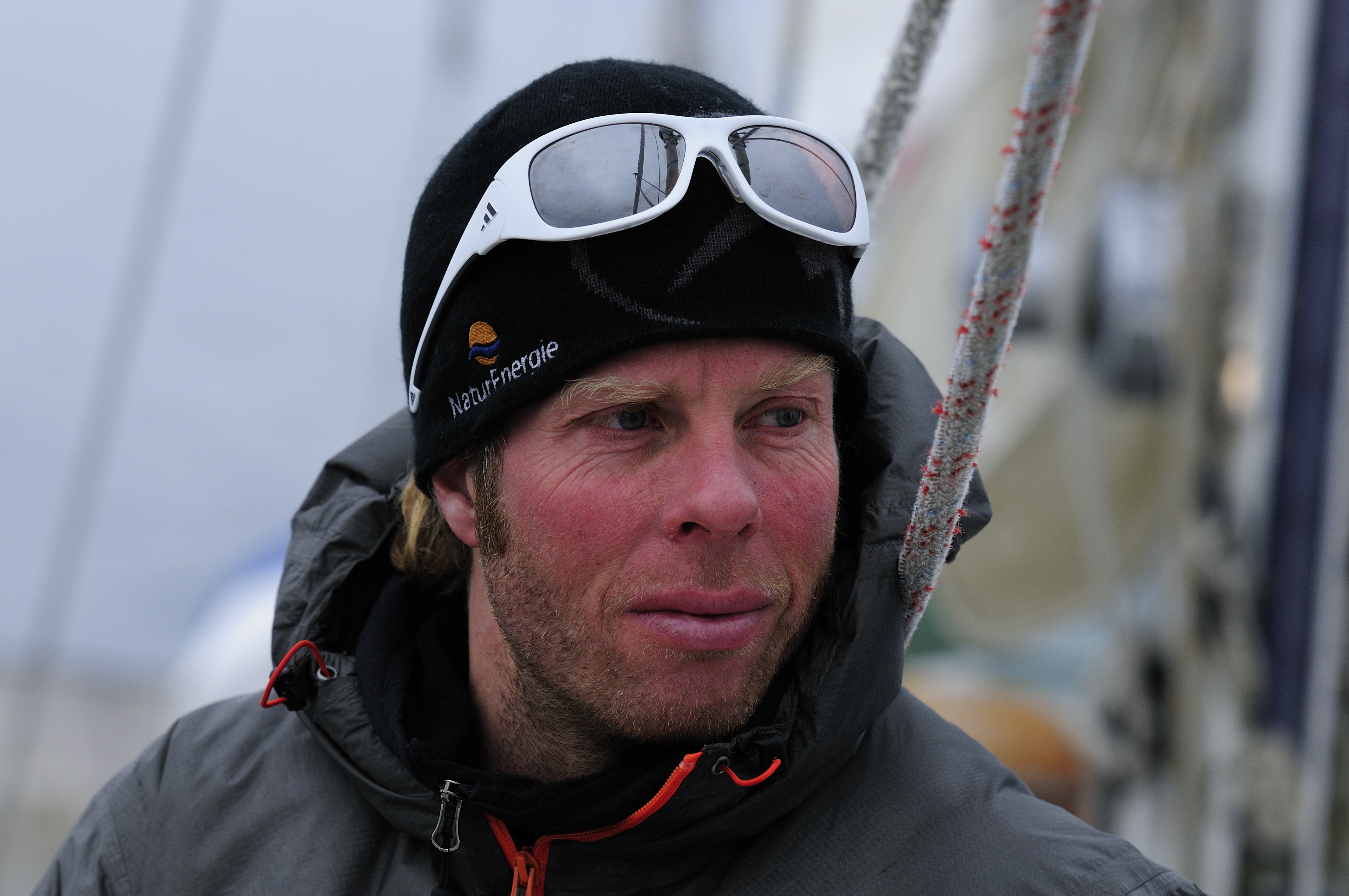
Robert Jasper (* 1968)

- Jasper, Sam (* 1986), neuseeländischer Fußballspieler
- Jasper, Star (* 1966), US-amerikanische Schauspielerin
- Jasper, Sylvester (* 2001), bulgarischer Fußballspieler
- Jasper, Viktor (1848–1931), österreichischer Kupferstecher
- Jasper, Walter (1942–2023), deutscher Journalist und Sportkommentator
- Jasper, Willi (1945–2023), deutscher Publizist
- Jasper, Wiltraud (1915–1996), deutsche Grafikerin
- Jasper-Winter, Maren (* 1977), deutsche Politikerin (FDP), MdA
- Jasperneite, Jürgen (* 1964), deutscher Ingenieur und Hochschullehrer
- Jaspers, Carl Wilhelm (1850–1940), deutscher Politiker
- Jaspers, Dick (* 1965), niederländischer Karambolagespieler
- Jaspers, Jason (* 1981), deutsch-kanadischer Eishockeyspieler und -trainer
- Jaspers, Karl (1883–1969), deutscher Philosoph und PsychiaterKarl Jaspers (1883–1969)

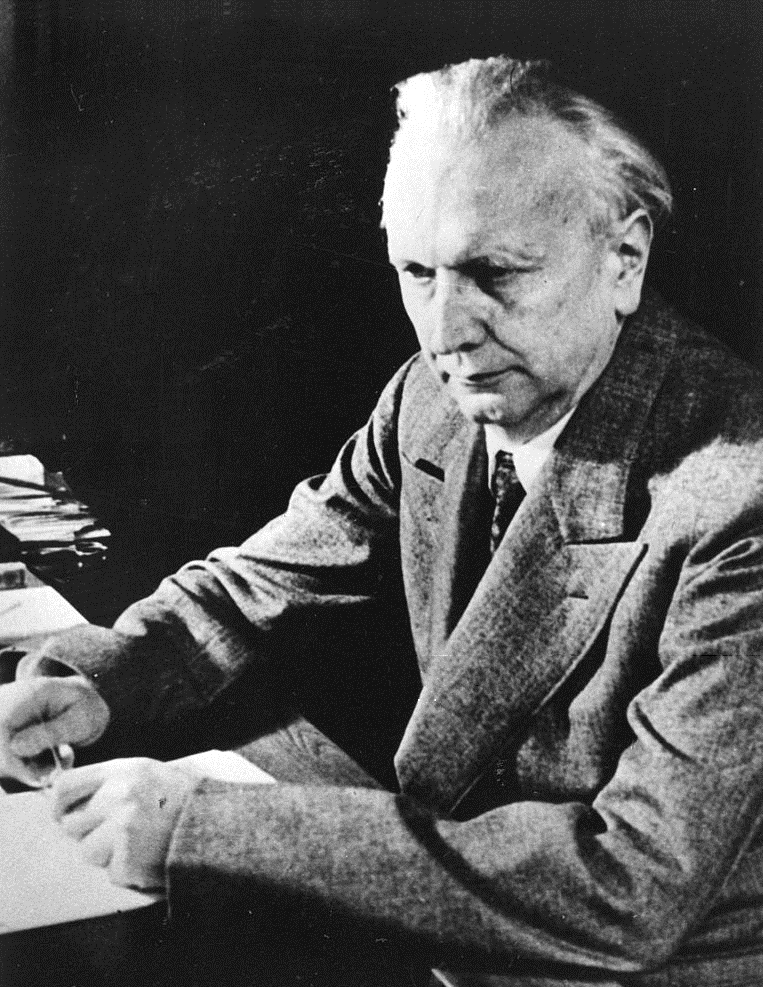
Karl Jaspers (1883–1969)

- Jaspers, Lisa (* 1983), deutsche Unternehmerin, Aktivistin, Autorin und Speakerin
- Jaspers, Teun (* 1943), niederländischer Rechtswissenschaftler und Hochschullehrer
- Jasperse, John (* 1963), US-amerikanischer Choreograf und Tänzer
- Jaspersen, Elisabeth (1900–1994), deutsche Porträt- und Landschaftsmalerin
- Jaspersen, Karsten (1896–1968), deutscher Psychiater und Neurologe
- Jaspersen, Thomas (* 1947), deutscher Ökonom
- Jaspert, August (1871–1941), deutscher Lehrer und Politiker (DNVP), MdL
- Jaspert, Augustus (* 1979), britischer Diplomat, Gouverneur der Britischen Jungferninseln
- Jaspert, Bernd (1944–2023), deutscher evangelischer Theologe und Buchautor
- Jaspert, Friedrich (1900–1980), deutscher Verwaltungsbeamter, Architekt und Stadtplaner
- Jaspert, Nikolas (* 1962), deutscher Historiker
- Jaspert, Reinhard (1904–1989), deutscher Verleger
- Jaspert, Robert (* 1960), deutscher Fußballtrainer
- Jaspis, Albert Sigismund (1809–1885), lutherischer Theologe und Generalsuperintendent von Pommern

### Jasr
- Jasraj (1930–2020), indischer klassischer Sänger

### Jass
- Jass, Koba (* 1990), lettischer Eishockeyspieler
- Jass, Māris (* 1985), lettischer Eishockeyspieler
- Jassam, Samira, irakische Frau; wird beschuldigt, Selbstmordattentäterinnen rekrutiert zu haben
- Jasseh, Omar (* 1992), gambischer Fußballspieler
- Jassenow, Christo (1889–1925), bulgarischer Dichter
- Jasser, Turki al- († 2025), saudischer Journalist und Menschenrechtsaktivist
- Jasseron, Lucien (1913–1999), französischer Fußballspieler und -trainer
- Jassey, Badou († 2011), gambischer Fußballschiedsrichter
- Jassim bin Hamad Al Thani, älterer Bruder des Emirs von Katar, Tamim bin Hamad Al ThaniJassim bin Hamad Al Thani

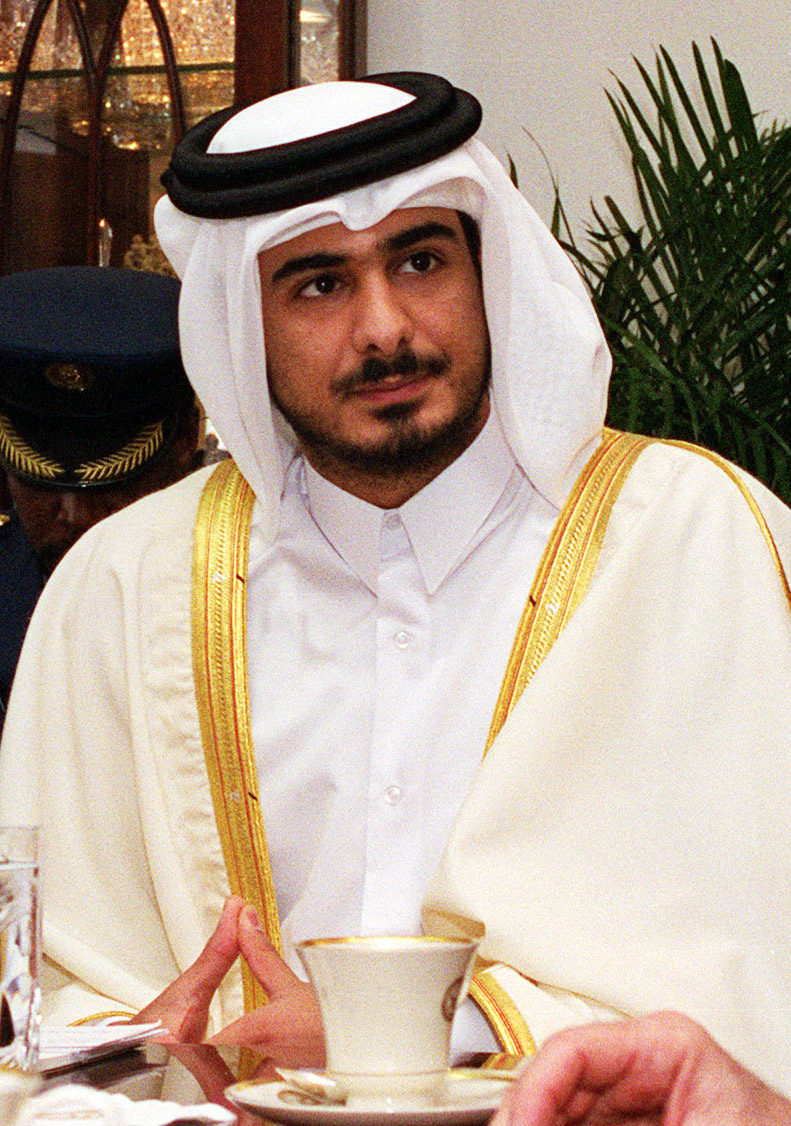
Jassim bin Hamad Al Thani

- Jassim, Taisir al- (* 1984), saudi-arabischer Fußballspieler
- Jassin, deutscher Rapper und Sänger
- Jassin, Michael (* 1986), deutscher Schauspieler und Synchronsprecher
- Jaßlauk, Dieter (1934–2019), deutscher Schauspieler und Hörspielsprecher
- Jassmann, Edgar (1927–1983), deutscher Chemiker
- Jassmann, Manfred (* 1952), deutscher Boxer
- Jassmann, Reinhard (* 1954), deutscher Boxer
- Jasso, Antonio (1935–2013), mexikanischer Fußballspieler
- Jasso, Guillermina, US-amerikanische Soziologin und Hochschullehrerin
- Jasso, Juan (1926–2002), mexikanischer Fußballspieler
- Jassó, Mihály (* 1936), ungarischer kommunistischer Politiker
- Jassoy, Heinrich (1863–1939), deutscher Architekt des Historismus und Hochschullehrer
- Jassoy, Louis Daniel (1768–1831), deutscher Jurist, Schriftsteller und Abgeordneter der Freien Stadt Frankfurt
- Jassy, Andy (* 1968), US-amerikanischer ManagerAndy Jassy (* 1968)

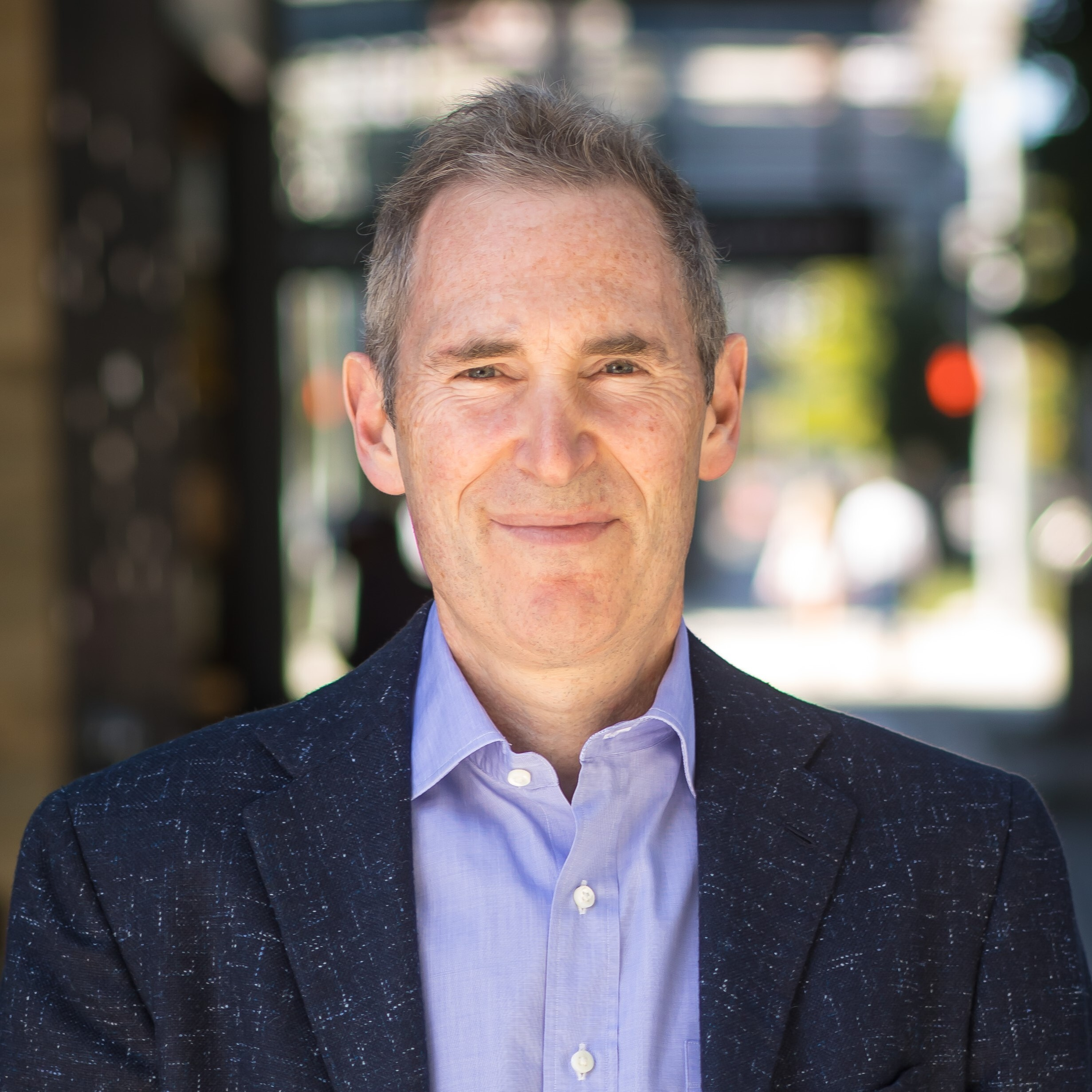
Andy Jassy (* 1968)

### Jast
- Jasta, Jamey (* 1977), US-amerikanischer Metal- und Hardcore-Sänger
- Jaster, Gontard (1929–2018), deutscher Wirtschaftswissenschaftler
- Jaster, Oscar (1894–1945), deutscher paramilitärischer Aktivist und SA-Führer, zuletzt im Rang eines SA-Gruppenführers
- Jaster, Paul (1921–2004), deutscher Schauspieler und Synchronsprecher
- Jaster, Romy (* 1985), wissenschaftliche Mitarbeiterin und Autorin
- Jaster, Wolfgang (1938–2013), deutscher Schauspieler und Clown
- Jastrab, Megan (* 2002), US-amerikanische Radrennfahrerin
- Jastram, Burton (1910–1995), US-amerikanischer Ruderer
- Jastram, Cord (1634–1686), deutscher Reeder und Politiker
- Jastram, Inge (* 1934), deutsche Grafikerin
- Jastram, Jan (* 1958), deutscher Bildhauer
- Jastram, Jo (1928–2011), deutscher Bildhauer
- Jastram, Michael (* 1953), deutscher Bildhauer
- Jastram, Thomas (* 1959), deutscher Bildhauer
- Jastram, Wilhelm (1860–1936), deutscher Schriftsteller und Heimatforscher
- Jastrebenezki, Grigori Danilowitsch (1923–2022), sowjetischer bzw. russischer Bildhauer
- Jastrebov, Anton (* 1988), estnischer Eishockeyspieler
- Jastrebow, Wiktor (* 1982), ukrainischer Dreispringer
- Jastrebtschak, Wladimir Walerjewitsch (1979–2024), transnistrischer Politiker und Außenminister Transnistriens (2008–2012)
- Jastremska, Dajana (* 2000), ukrainische TennisspielerinDajana Jastremska (* 2000)

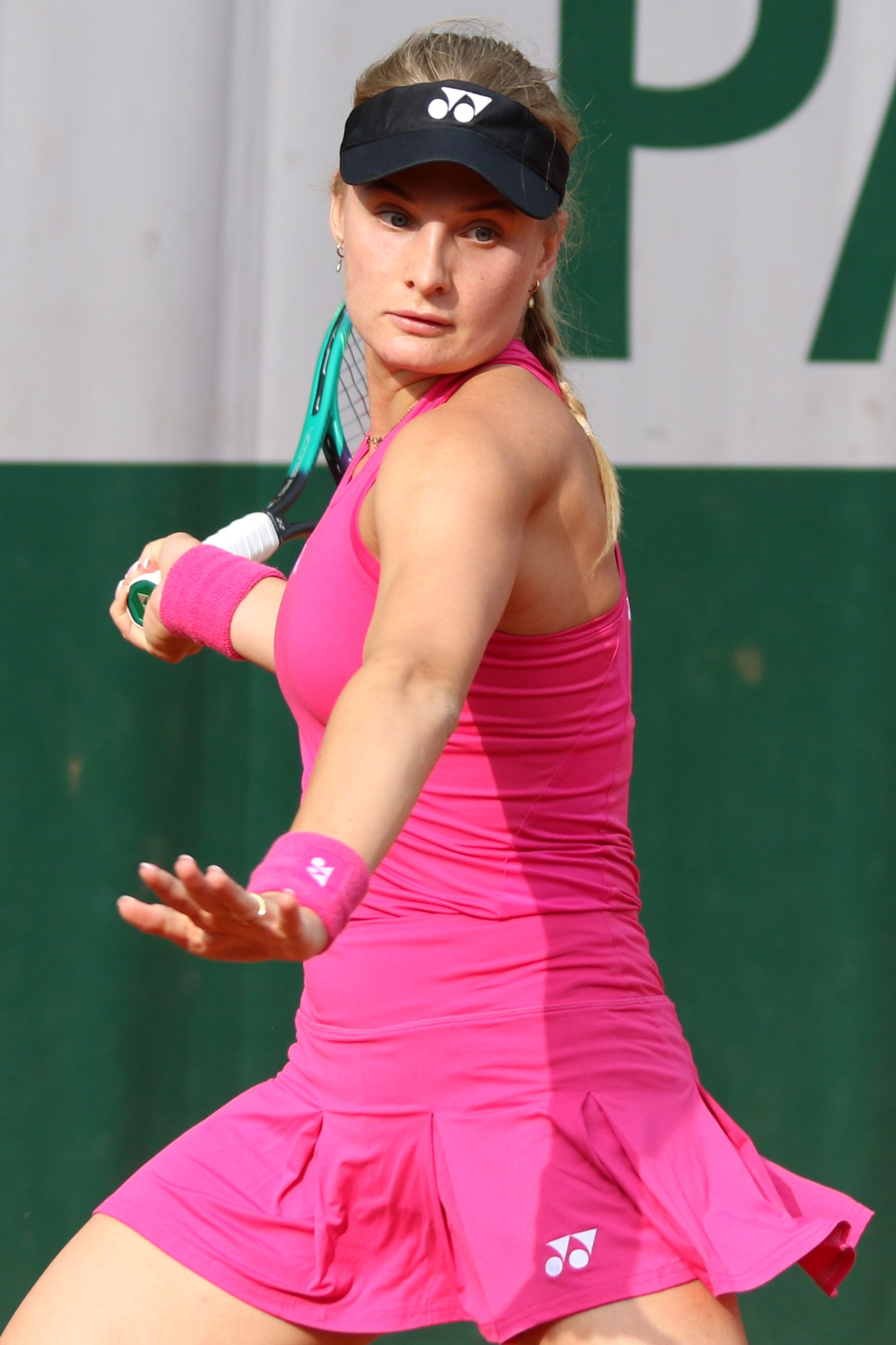
Dajana Jastremska (* 2000)

- Jastremska, Iwanna (* 2007), ukrainische Tennisspielerin
- Jastremski, Chet (1941–2014), US-amerikanischer Schwimmer
- Jastremski, Lenn (* 2001), deutscher Fußballspieler
- Jastrow, Elisabeth (1890–1981), deutsch-US-amerikanische Klassische Archäologin
- Jastrow, Hermann (1849–1916), deutscher Jurist, Geheimer Justizrat in Berlin und Richter
- Jastrow, Ignaz (1856–1937), deutscher Historiker und Sozialpolitiker
- Jastrow, Joseph (1863–1944), US-amerikanischer Psychologe
- Jastrow, Marcus (1829–1903), Rabbi
- Jastrow, Otto (* 1942), deutscher Arabist
- Jastrowitz, Hermann (1882–1943), deutscher Mediziner, erster Assistent und Oberarzt an der Medizinischen Poliklinik der Universität Halle und Opfer des Holocaust
- Jastrowitz, Moritz (1839–1912), deutscher Psychiater, Neurologe und Internist
- Jastrschembski, Sergei Wladimirowitsch (* 1953), russischer Diplomat
- Jastrun, Mieczysław (1903–1983), polnischer Schriftsteller und Übersetzer
- Jastrzębiec, Wojciech (1362–1436), römisch-katholischer Bischof von Krakau, Posen und Gnesen, Primas von Polen, Großronkanzler von Polen
- Jastrzębowski, Wojciech (1799–1882), polnischer Wissenschaftler, Naturforscher und Erfinder, Professor für Botanik, Physik, Zoologie und Gartenbau am Instytut Rolniczo-Leśny in Marymont in Warschau
- Jastrzębska, Zofia (* 1998), polnische Schauspielerin
- Jastrzębski, Włodzimierz (1939–2024), polnischer Historiker
- Jastrzembski, Dennis (* 2000), polnisch-deutscher Fußballspieler

### Jasu
- Jasukaitytė, Vidmantė (1948–2018), litauische Schriftstellerin und Politikerin, Mitglied des Seimas
- Jasulaitis, Algimantas (* 1949), litauischer Gerichtsmediziner und Hochschullehrer

### Jasy
- Jasykow, Alexander Petrowitsch (1802–1878), russischer Generalleutnant und Direktor der Rechtsschule in St. Petersburg
- Jasykow, Nikolai Michailowitsch (1803–1847), russischer Dichter

### Jasz
- Jászai, Mari (1850–1926), ungarische Schauspielerin
- Jászapáti, Petra (* 1998), ungarische Shorttrackerin
- Jászay, Pál (1809–1852), ungarischer Historiker
- Jaszczanin, Jan (1940–2024), litauischer Sportpädagoge
- Jaszczołd, Wojciech (1763–1821), polnischer Bildhauer, Zeichner und Kunstmaler
- Jaszczuk, Bolesław (1913–1990), polnischer Politiker (PZPR), Minister
- Jaszczuk, Tomasz (* 1992), polnischer Leichtathlet
- Jaszczyk, Peter (1943–2009), deutscher Gewerkschafter
- Jaszek, Dżesika (* 1996), polnische Fußballspielerin
- Jászi, Oszkár (1875–1957), ungarischer Schriftsteller, Politiker und Soziologe
- Jaszi, Peter (* 1946), US-amerikanischer Rechtswissenschaftler
- Jaszka, Bartłomiej (* 1983), polnischer Handballspieler und -trainer
- Jászonyi, Katalin (* 1947), ungarische Badmintonspielerin